# Nindorf (Elsdorf)
Nindorf ist ein Ortsteil der Gemeinde Elsdorf im niedersächsischen Landkreis Rotenburg (Wümme).
Der Ort liegt an der Kreisstraße 126 nordöstlich des Kernortes Elsdorf. Östlich fließt die Oste, ein linker Nebenfluss der Unterelbe. Südöstlich verläuft die A 1.
Östlich liegt das 12,7 ha große Naturschutzgebiet Magerweide südöstlich Volkensen. 